# قويتشو
| 安徽省 = Guizhou Shěng الاسم المختصر: 黔 or 贵= Qián or Guì |                                                                                      |
|                                                             |                                                                                      |
| أصل التسمية                                                 | Gui= 贵= اسم مدينة 州= Zhou = اسم آخر لمدينة "قويتشو" الإسم مركب من اسمين لمدينتين   |
| نظام الإدارة                                                | مقاطعة                                                                               |
| العاصمة                                                     | قوي يانغ                                                                             |
| رئيس لجنة الحزب الشيوعي الصيني المحلية                      | شي جونغ يوان                                                                         |
| الحاكم                                                      | لين شو سن                                                                            |
| المساحة                                                     | 176,100 كلم² (الـ22)                                                                 |
| السكان (2002) - الكثافة السكانية                            | 39040000(الـ8) 225/كلم² (الـ8)                                                       |
| الناتج المحلي الخام (2002)                                  | 333.9 مليار ¥ (الـ14)                                                                |
| أهم القوميات (2000)                                         | الهان - 62% مياو - 12%بويي - 8%دونغ تشيانغ - 5%اي - 4%توجيا - 2%شويه - 2%جه لاو - 1% |
| موقع الحكومة www.gzgov.gov.cn                               |                                                                                      |

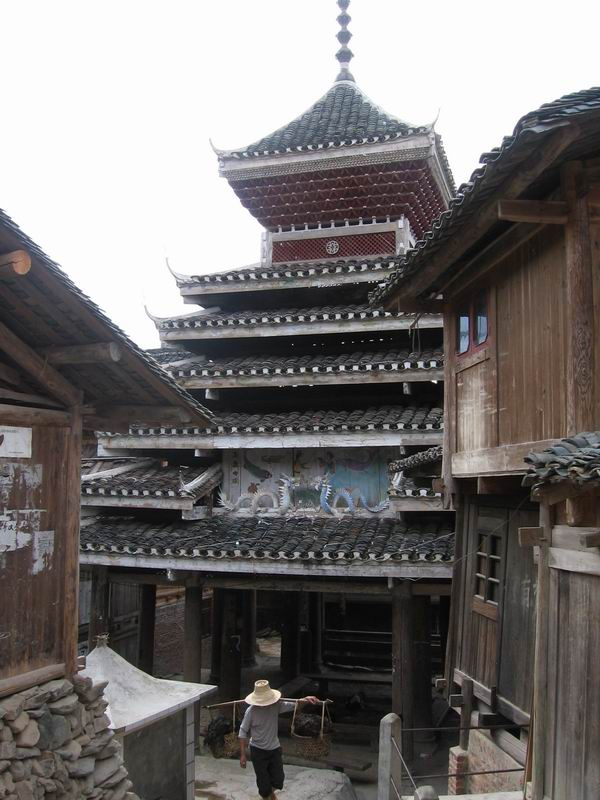

قويتشو (بالـصينية: 贵州 = Guizhou): مقاطعة داخلية تقع في شرق الـصين. تعتبر منطقة انتقالية بين المقاطعات الشرقية المتطورة والمقاطعات الغربية ذات الطابع الريفي.
تبعد قويتشو نحو 400 كم عن البحر، يتخلل جنوبها نهر يانغتسي من الغرب إلى الشرق، وهو منفذ «قويتشو» على البحر. تجاور قويتشو مقاطعتي جيانغسو وتشجيانغ شرقا، وتتاخم مقاطعات خنان وهوبي وجيانغشي ذات الكثافة السكانية الكبيرة غربا.

## المدن
المدن الرئيسية في مقاطعة :

## توأمة
لقويتشو اتفاقيات توأمة مع:
- سوتشافا

## أعلام
- وو جون
- لي بينغ
- رن تشنغ فاي
- جايسون يوان
- لين لي